# Domingo de Orueta y Duarte
Domingo de Orueta y Duarte (Málaga, 24 de enero de 1862-Madrid 16 de enero de 1926) fue un geólogo y científico español.

## Origen
Hijo de Domingo de Orueta Aguirre (1833-1895) y Francisca Duarte Cardenal, era el mayor de cinco hermanos.
Su padre estaba predestinado en su juventud a seguir los negocios familiares en Málaga, pero su gran afición por las ciencias naturales, el arte y la literatura hizo que se conviritiera en un gran experto en la geología y entomología malagueñas. A él se le debe el hallazgo de scheelita en la Serranía de Ronda. Fue fundador en 1872 de la Sociedad Malagueña de Ciencias. Su amistad con el geólogo de origen gaditano José Macpherson (1839-1902) influyó grandemente en su personalidad científica. A las excursiones geológicas que realizaban estos dos grandes amigos se sumaba su hijo Domingo, quien pronto sintió esta gran afición a la geología y a la microscopía de la mano de su padre.

## Formación
Domingo Orueta Duarte realiza en Málaga sus estudios primarios y los de perito químico, ampliando conocimientos en Inglaterra. En 1880 ingresa en la Escuela de Ingenieros de Minas de Madrid, carrera que finaliza en 1885 como el número uno de su promoción.
Siendo aún estudiante, en diciembre de 1884, tuvieron lugar una serie de terremotos en Andalucía, que afectaron especialmente a Granada y Málaga. Orueta se encontraba pasando sus vacaciones invernales en la casa familiar malagueña y tuvo oportunidad de conocer directamente sobre el terreno los daños producidos por los seísmos. Con un permiso especial del Director de la Escuela de Minas, Orueta realizó un informe en el que destaca ya la relación de lo ocurrido con las características geológicas de la zona, muy poco conocidas en esos momentos. Este informe fue presentado en la Sociedad Malagueña de Ciencias y en la  Sociedad Española de Historia Natural.

## Actividad docente
Durante el curso 1884-1885, y por influencia de Macpherson, imparte clases de Geología y Laboreo de Minas en la Institución Libre de Enseñanza en Madrid. Publica en el Boletín de esta institución sus primeros trabajos científicos, resultado de sus observaciones con el microscopio.
A comienzos del curso de 1893 se incorpora como profesor de Geometría, Trigonometría y Topografía del primer año de carrera en la Escuela de Capataces de Minas de Mieres. Esta Escuela había sido inaugurada en 1854, promovida por el geólogo Guillermo Schulz (1805-1877).
En relación con su actividad docente, en 1897 pasa a impartir la asignatura de Electrotecnia, labor que continúa hasta 1913.

## Actividades como empresario
En 1889 solicita licencia ilimitada en el servicio al Estado y, en fechas no determinadas, fija su residencia en Gijón. En 1893 alquila la antigua fábrica de jabón del Llano y la transforma en taller de forja (Fábrica de Hierros Forjados y Estampados). Posteriormente la adquirió y la transformó en Fábrica Orueta, S.A. Uno de sus primeros contratos fue el suministro para las minas de Almadén (en aquel momento estatales) de los frascos de hierro para el transporte del mercurio, cosa que hizo durante siete años con un modelo patentado por él mismo. Dicha patente, la n.º 14177, pronto alcanzaría éxito mundial por la calidad del producto, no tardando demasiado tiempo en conseguir el suministro a minas de Asturias, Granada e incluso Italia.
Comienza igualmente a fabricar herramientas y diferentes elementos para las obras públicas, la minería y los ferrocarriles, ya con la fábrica en propiedad, con lo que alcanzó una prosperidad económica notable. Así, en 1899, solicitó patentar un procedimiento mecánico aplicado a la telegrafía sin hilos cuya finalidad estaba destinada a evitar los choques de trenes, además de permitir la comunicación entre dichos convoyes en marcha. Los afamados Talleres Orueta llegaron a recibir, en julio de 1909, a una ilustre visitante: la infanta Isabel, más conocida con el sobrenombre de “La Chata”, hija de Isabel II y princesa de Asturias. Nada más llegar a Gijón es nombrado también director de la  Sociedad Fábrica de Mieres, empresa constituida en 1879 para la explotación de hulla y la producción de hierro, cuya actividad siderúrgica se extendió hasta la segunda mitad del siglo XX.

## Actividades en microscopía, óptica y microfotografía
A la vez que se ocupaba de sus negocios y de la docencia en Mieres, Orueta continuaba con sus trabajos relacionados con la microscopía y con la microfotografía. En su casa de Gijón tenía instalado un laboratorio particular que, sin ánimo de lucro, había puesto a disposición de todo aquel que requiriera este tipo de servicios. Un reportaje sobre estas instalaciones apareció en la Revista Minera (1/3/1911). Al detallado texto en el que se describían todas sus instalaciones acompañaban unas imágenes ilustrativas sobre la envergadura del espectacular laboratorio.
Colaboró con las mejores casas europeas de óptica, como las de Carl Zeiss y Glastechnische Laboratorium (Jena) o Watson & Sons y R. & J. Bech (Londres), cediéndoles en algún caso las patentes de invención de nuevos sistemas ópticos. A modo de ejemplo, en 1892 construyó un "aparato para microfotografía instantánea", cuya patente cedió a la casa Carl Zeiss. Al Glastechnische Laboratorium le cedió en 1897 el descubrimiento del "sistema y aparato para la investigación óptica del espato flúor", cuyo fin era determinar si los cristales eran o no aplicables a la construcción de lentes. Con la casa Carl Zeiss colaboró en el diseño de un aparato para luz ultravioleta que se empleó en microscopía y que Orueta instaló en su laboratorio particular. Además de ello, la mayor parte de sus trabajos sobre óptica precisaban de una montura de microscopio capaz de albergar diferentes objetivos, oculares, condensadores y demás elementos ópticos que no existían en el mercado. Es por ello que Orueta proyectó una nueva montura que satisfacía plenamente sus necesidades, y que fue construida en los famosos laboratorios del ingeniero Leonardo Torres Quevedo. En reconocimiento a toda su obra, y en especial a aquella relativa a la óptica industrial, la Universidad de Jena le nombró doctor honoris causa en 1925.
El fruto de sus investigaciones en este campo lo plasmó en una importante monografía sobre la microscopía (“Microscopía. La teoría y manejo del microscopio”, 1923). La obra, publicada por la Junta de Ampliación de Estudios e Investigaciones Científicas  fue considerada en su tiempo como el mejor trabajo publicado hasta entonces en todo el mundo. El prólogo corrió a cargo de Santiago Ramón y Cajal, quien reconocía en él la inmensa valía que para el mundo científico suponía tal publicación. En dicha obra Orueta recoge todo el conocimiento que había reunido en relación con el tema, habiendo realizado además importantes aportaciones a la óptica industrial, mejorando o inventando nuevos sistemas.
Cajal, amigo personal de Domingo, fue uno de los mayores beneficiarios de los conocimientos sobre microscopios de Orueta.
Orueta trasladó  su laboratorio a su casa de Madrid en 1915 cuando se incorporó a sus tareas como vocal del Instituto Geológico de España. Desde 1888 era socio de la American Microscopical Society y de la United States Optical Society. También era socio de la Royal Microscopical Society de Londres. En esta última presentó su nuevo aparato para microfotografía con el microscopio colocado en cualquier posición, y especialmente en posición inclinada.
No solo realizaba las fotografías de sus preparaciones petrográficas, sino que también colaboraba con otros investigadores en campos muy diferentes al suyo, experimentando nuevos métodos de tinción y de fotografía. Luis Simarro fue un usuario asiduo de las instalaciones de Orueta. Con los planos proporcionados por Orueta, Simarro mandó construir un banco óptico para producir luz monocromática para iluminar sus preparaciones histológicas y realizar microfotografías. Este material, que forma parte del  Legado Simarro, se conserva actualmente en la Facultad de Psicología de la Universidad Complutense de Madrid.

## Descubrimiento de platino en Ronda (España)
En su condición de miembro del Cuerpo de Ingenieros de Minas, el 15 de noviembre de 1915 es nombrado vocal del  Instituto Geológico de España, cesando como profesor de la Escuela de Capataces de Mieres. Unos días antes, el 30 de octubre de 1915, presenta en el Instituto de Ingenieros Civiles, ante una audiencia muy selecta, el gran hallazgo realizado durante sus investigaciones en Ronda (en colaboración con Santiago Piña de Rubíes, del Instituto Nacional de Ciencias): el descubrimiento de platino en España. Haciendo gala de una gran generosidad, Orueta pone sus resultados a libre disposición del Estado, hecho que fue profusamente alabado y comentado en todas las esferas científicas y públicas del país. La noticia de este descubrimiento despertó el interés del rey Alfonso XIII, quien encargó a Orueta un estudio detallado desde los puntos de vista económico y estratégico, pues además del platino existían indicios de cromo y níquel, utilizados en la fabricación de armamento y que España importaba de otros países. Para ello se incluyeron en los presupuestos del Ministerio de Fomento correspondientes a 1916 y 1917, respectivamente, la cantidad extraordinaria de 150.000 pesetas para hacer frente a las investigaciones. Igualmente, y por leyes de 8 de diciembre de 1916 y 16 de noviembre de 1917, el Estado se reservó los derechos de investigación y explotación hasta 1919. Entre finales de 1915 y 1918 Orueta llevó a cabo este encargo, estimando la existencia de 246.531 kg de platino en los ríos Verde y Guadaiza, cerca de San Pedro de Alcántara, en la provincia de Málaga. Además de ello, las cantidades de níquel y cromo prospectadas cubrirían con creces el abastecimiento de estas sustancias a las fábricas militares españolas. A pesar de los magníficos resultados de las investigaciones, el platino no se llegó a explotar nunca.
El estudio del platino fue llevado a cabo en campañas entre 1915 y 1919. Como oficina y alojamiento de los ingenieros se utilizó la casa de la fábrica La Concepción, situada en la margen derecha de río Verde. Orueta se instaló en la finca "El Cuscús", en el barrio de El ingenio de San Pedro Alcántara.

## Investigación sobre yacimientos de scheelita

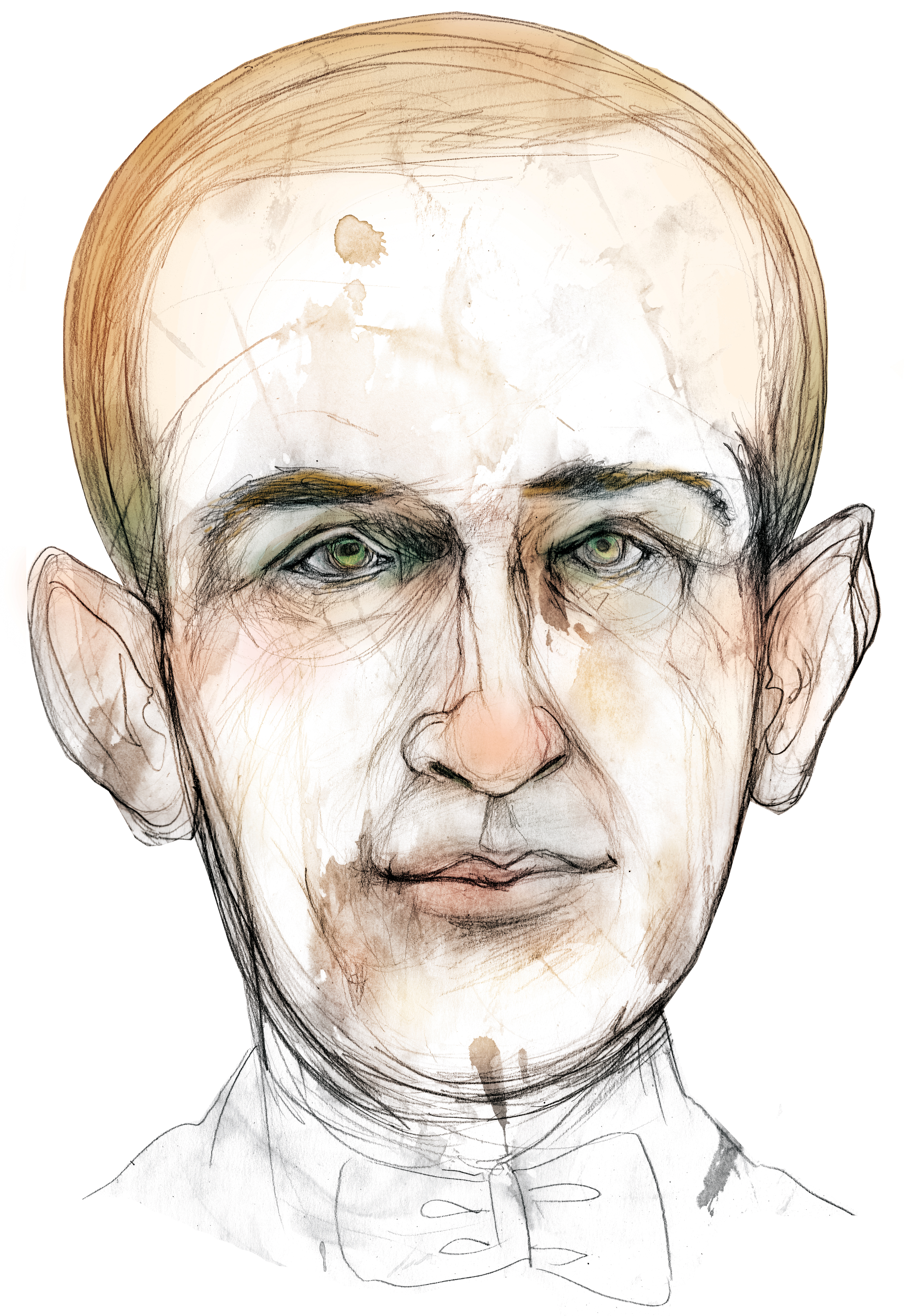
Su retrato, en la Fundación Española para la Ciencia y la Tecnología, obra de E. Merle

Finalmente, cabe apuntar que Orueta, en compañía de Enrique Rubio, efectuó algunos sondeos buscando el origen de la  scheelita encontrada por su padre, al deducir que aquellas scheelitas encontradas en Las Viñas en 1870 debían de proceder de algún cercano lugar, hallándolo en la ladera de un cerro cercano a Estepona, (el cerro del Lentisco), que más tarde sería demarcado como mina Conchita. El describió las mineralizaciones de scheelita como “unos depósitos en forma de cilindros terminados en punta por sus extremos y con diámetros que oscilan entre 0,4 y 0,6 metros; las paredes de estos tubos son de dolomía y están rellenos de arenas, serpentinas, scheelita, bismutita, bismuto nativo y otro mineral, desconocido, en trozos laminares brillantes”.

## Estudio geológico de la Serranía de Ronda
En 1913 solicita una licencia para llevar a cabo una de sus grandes obras: el estudio geológico de la serranía de Ronda (Málaga), con el apoyo de Luis Adaro y Magro (1849-1915), amigo personal de Orueta y por aquel entonces director del Instituto Geológico y Minero de España. En dicha solicitud de licencia, Orueta se comprometía a hacerse cargo de todos los gastos ocasionados por el profesor que le sustituyera, para no causar quebranto económico alguno a la administración, lo que da una idea de su carácter altruista. Entre tanto, la Fábrica Orueta de Gijón prosperó de tal forma, que proporcionó a su fundador la independencia económica necesaria para acometer todas aquellas investigaciones que tenía pendientes desde su juventud, como la que se acaba de citar. La prosperidad económica que se comentó anteriormente, y su deseo de retomar los estudios geológicos, hicieron que en 1915 se trasladase a vivir a Madrid, dejando la fábrica en manos de su hijo Manuel, también ingeniero de minas.
El Estudio geológico y petrográfico de la Serranía de Ronda (1917), es una de sus obras cumbre. En ella analizó las rocas hipogénicas de la Serranía de Ronda a través de un trabajo petrográfico exhaustivo que exigió la realización de 500 láminas delgadas. Estas fueron estudiadas con un método muy moderno para la época (microscopio binocular con luz reflejada), e ilustradas en parte mediante microfotografías en colores realizadas según una técnica suya, con empleo de placas autócromas.
Orueta fue pionero en España en la realización de microfotografías directas con luz polarizada en secciones delgadas de rocas. A lo largo de sus casi 600 páginas, hace Orueta un pormenorizado estudio geológico de la zona, desechando algunas teorías científicas generalmente aceptadas entonces sobre la naturaleza de las rocas, formulando nuevas hipótesis sobre su origen y detallando minuciosamente los trabajos petrográficos llevados a cabo para la determinación de las muestras, presentando además un profundo análisis sobre fenómenos de metamorfismo, orígenes, historia y teorías acerca del mismo. Este descomunal trabajo serviría de base para la excursión científica organizada con motivo del XIV Congreso Geológico Internacional de mayo de 1926, en el que Domingo de Orueta no pudo participar al fallecer unos meses antes de su celebración.

## Algunas publicaciones
- “Estudio geológico y petrográfico de la Serranía de Ronda", 1917
- “Microscopía. La teoría y manejo del microscopio”, 1923
- "El Platino", Conferencia pronunciada en el Instituto de Ingenieros Civiles de España el 30/101915 (Revista minera, metalúrgica y de ingeniería, núm 2519, 8/11/1915)

## Funciones, cargos y reconocimientos
- El 10 de enero de 1887 ingresa en el Cuerpo de Ingenieros de Minas, y realiza las prácticas preceptivas en la Ferrería Heredia de Málaga.
- En 1915 es nombrado vocal del Instituto Geológico de España.
- En 1916 es nombrado socio honorario de la Sociedad Malagueña de Ciencias.
- En 1919 es elegido Presidente de la Sociedad Española de Física y Química.[4]

- En 1923 Presidente de la Real Sociedad Española de Historia Natural.[5]
- En 1923 ingresa en la Real Academia de Ciencias Exactas, Físicas y Naturales, con un discurso sobre "la historia del microscopio y su aplicación en las Ciencias Naturales".[6]
- En 1922 subdirector del Instituto Geológico de España
- En 1923, fue elegido inspector general y vocal en el Consejo de Minería.
- En 1924, es vicepresidente de la Asociación de Ingenieros de Minas, organismo del que era ya vocal desde 1918.
- En 1925  es nombrado director del Instituto Geológico y Minero de España.[7]

## Información suplementaria
- Sanchís, J.M., 2011. Domingo de Orueta y Duarte. Hastial, Revista digital de patrimonio minero ibérico. Ed. MTI, V1: 1-33.
- Rábano, I., Baeza, E., Lozano, R.P. y Carroza, J.A. 2007.
- Microfotografías de Domingo de Orueta y Duarte (1862-1926) en los fondos históricos del Museo Geominero (Instituto Geológico y Minero de España, Madrid). Boletín Geológico y Minero, 118 (4), 827-846.
- Rábano, I. 2008. Domingo de Orueta y Duarte (1862-1926) y la investigación del Platino en España. Boletín Geológico y Minero, 119 (4): 473-494.

| Predecesor: Rafael Sánchez Lozano | Real Academia de Ciencias Exactas, Físicas y Naturales Medalla 30 1922-1926 | Sucesor: Luis Jesús Fernández de Córdoba y Salabert |
| Predecesor: Juan Flórez Posada    | Presidente de la Real Sociedad Española de Física y Química 1919            | Sucesor: Leonardo Torres Quevedo                    |
| Predecesor: Ricardo García Mercet | Presidente de la Real Sociedad Española de Historia Natural 1923            | Sucesor: Antonio Casares-Gil                        |

- Datos: Q20014607
- Multimedia: Domingo de Orueta y Duarte / Q20014607